# Giorgio Abetti
Pour les articles homonymes, voir Abetti.
Giorgio Abetti, né le 5 octobre 1882 et mort le 24 août 1982, est un astronome italien spécialiste du Soleil. Il est né à Padoue, son père est l'astronome Antonio Abetti. Il fait ses études à l'université de Padoue et à Rome.
Il commence sa carrière à l'observatoire du Collegio Romano, à Rome, comme astronome assistant. En 1921, il succède à son père comme directeur de l'observatoire d'Arcetri, poste qu'il occupe jusqu'en 1957. Il est en même temps professeur à l'université de Florence.
Giorgio Abetti est connu pour avoir dirigé des expéditions pour observer des éclipses du Soleil, en Sibérie en 1936 et au Soudan en 1952. Il est aussi professeur à l'université du Caire en 1949 et 1949. Il est vice-président de l'Union astronomique internationale en 1938 et reçoit une médaille d'argent de l'Italian Geographic Society (1915), le premio reale de l'Académie des Lyncéens (1925) et la médaille Janssen (1937).
Le cratère Abetti sur la Lune et l'astéroïde (2646) Abetti sont nommés ainsi en son honneur et en l'honneur de son père.